# Coteau rouge

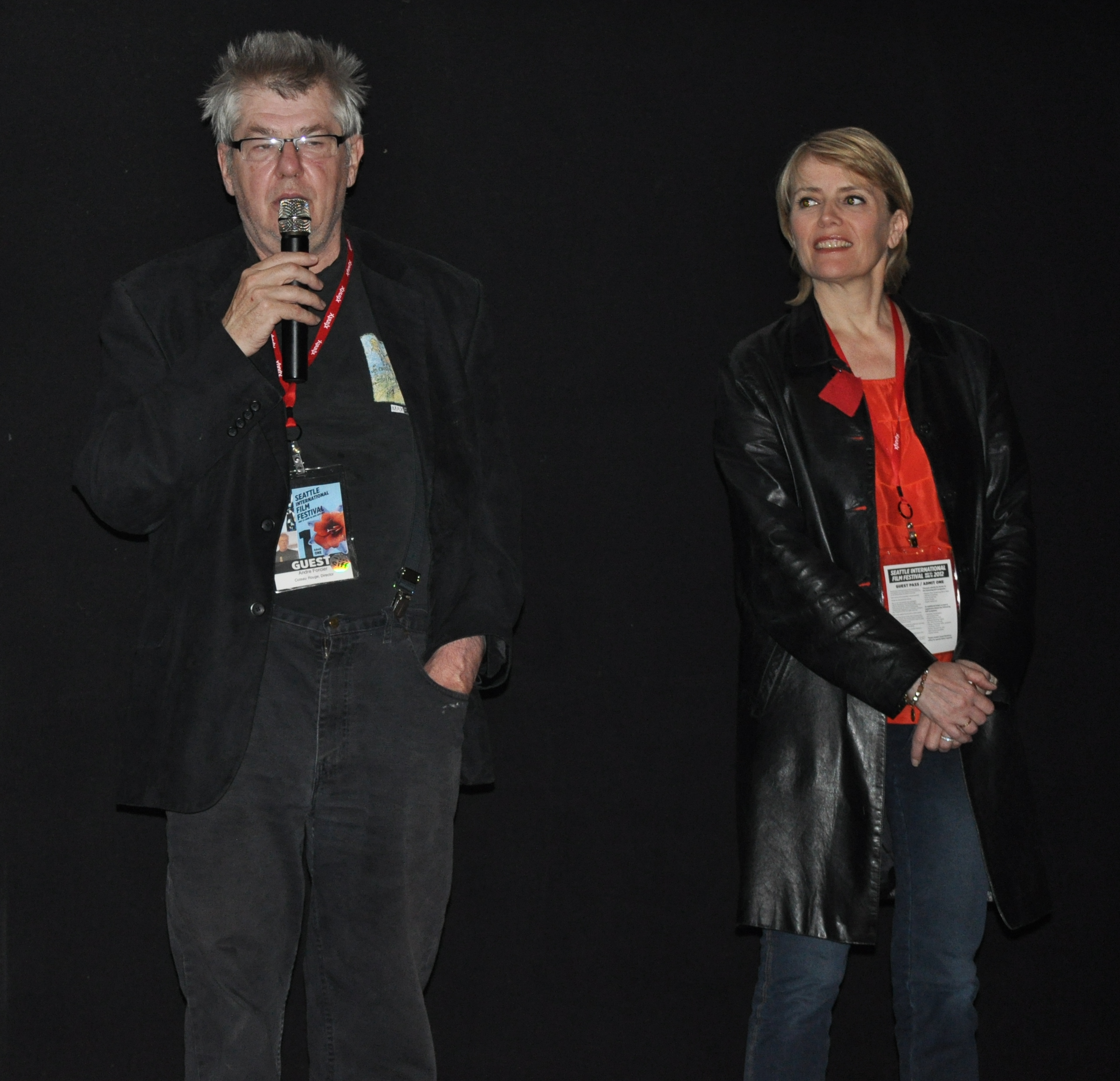
El director André Forcier i l'actriu Hélène Reeves.

Coteau rouge és una pel·lícula quebequesa de comèdia dramàtica del 2011 d'André Forcier.

## Sinopsi
El clan Blanchard viu en un barri de Longueuil, Coteau Rouge, un barri obrer a la riba sud de Mont-real. L'Honoré, el patriarca, és un antic pouater de cadàvers que descarrega a les aigües del riu. En Fernand, el seu fill, passa els dies entre el bar i els torneigs de petanca; la seva filla Hélène viu de les rendes després d'haver-se casat amb l'Éric Miljours, un ric promotor, mentre que el seu fill Henri, un ex-boxejador, acompanya la seva dona Estelle els últims dies de la seva vida amb llur filla Alexis. L'Hélène, que no pot tenir nens, demana a la seva mare que sigui una mare de lloguer. Els Blanchard obriran llur món al nounat, el naixement del qual coincideix amb el final tràgic de Miljours, el seu pare.